# 722 Фріда
722 Фріда (722 Frieda) — астероїд головного поясу, відкритий 18 жовтня 1911 року.
Тіссеранів параметр щодо Юпітера — 3,668.